# 7549 Woodard
7549 Woodard (1980 TO5) là một tiểu hành tinh vành đai chính được phát hiện ngày 9 tháng 10 năm 1980 bởi C. S. Shoemaker và E. M. Shoemaker ở Đài thiên văn Palomar.